# Marcel Tinazzi
Marcel Tinazzi (23 november 1953) is een voormalig Frans wielrenner en was actief van 1977 - 1986. Hij reed de grootste deel van zijn loopbaan in dienst voor de ploeg van Jean de Gribaldy waar o.a. Sean Kelly ook deel van uitmaakte.

## Levensloop en carrière
Tinazzi werd prof in 1977. In zijn debuutjaar won hij het kampioenschap van Frankrijk. In 1980 won hij de Ronde van de Aude en in 1982 Bordeaux-Parijs, in 1984 won hij Bordeaux-Parijs nogmaals echter werd hij betrapt op doping en werd gediskwalificeerd.

## Resultaten in voornaamste wedstrijden
| Jaar | Ronde van Italië | Ronde van Frankrijk | Ronde van Spanje |
| ---- | ---------------- | ------------------- | ---------------- |
| 1977 |                  |                     |                  |
| 1978 |                  | 59e                 |                  |
| 1979 | 40e              |                     |                  |
| 1980 |                  |                     |                  |
| 1981 |                  | 13e                 |                  |
| 1982 |                  | 43e                 |                  |
| 1983 |                  |                     |                  |

| Jaar | Milaan-San Remo | Gent-Wevelgem | Ronde van Vlaanderen | Parijs-Roubaix | Ronde van Lombardije | Bretagne Classic | Kuurne-Brussel-Kuurne |
| ---- | --------------- | ------------- | -------------------- | -------------- | -------------------- | ---------------- | --------------------- |
| 1977 |                 |               |                      |                | 24e                  |                  |                       |
| 1978 |                 |               |                      |                |                      | Brons            |                       |
| 1979 | 95e             |               |                      | 34e            |                      |                  | 5e                    |
| 1980 | 13e             | 51e           | 13e                  |                |                      |                  |                       |
| 1981 |                 |               | 38e                  | 47e            |                      |                  |                       |
| 1982 |                 |               |                      | 28e            |                      |                  |                       |
| 1983 |                 | 43e           |                      |                |                      |                  |                       |

- 1e Frans Nationaal kampioenschap op de weg Elite, 1977
- 3e etappe Ronde van de Middellandse Zee, 1981
- 3e eindstand Ronde van de Middellandse Zee, 1981
- 1e Bordeaux-Parijs, 1982; 5e in 1981, 4e in 1983
- Ronde Aix en Provence, 1983